# Rathaus (Bergisch Gladbach)

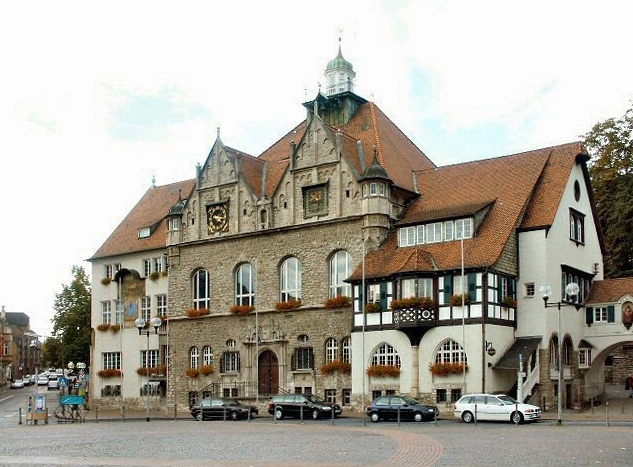
Rathaus

Das Rathaus ist ein denkmalgeschütztes Profangebäude in Bergisch Gladbach im Rheinisch-Bergischen Kreis, (Nordrhein-Westfalen). Es steht am Konrad-Adenauer-Platz im Stadtteil Stadtmitte.

## Geschichte und Architektur
Der Dreiflügelbau im Stil der deutschen Renaissance wurde von 1905 bis 1906 unter der Leitung von Ludwig Bopp, einem Vertreter der Münchner Schule errichtet. Der Mittelbau, in dem sich der Ratssaal befindet, wurde aus heimischem Dolomitkalkstein gemauert. Er zeichnet sich durch ein Säulenportal, zwei Giebel und ein hohes Walmdach mit einer Aussichtslaterne aus. Seitlich angebaut wurden je ein Trakt im bergischen Sitl mit Fachwerkobergeschoss und ein süddeutsch geprägter, schlichter Putzbau, der mit einer Sonnenuhr und einem Wandgemälde mit der Stadtansicht um 1800 geschmückt ist.

## Ausstattung
- Bei der Renovierung 1983 wurde im Ratssaal die Balkendecke nach Befund in Gold und Braun gefasst, die Verglasung der großen Rundbogenfenster wurde rekonstruiert und die Tapeten wurden nach alten Mustern eingebracht.
- 26 Ölgemälde mit biblischen Landschaften, die 1883 von Maria Zanders nach dem Vorbild  von Johann Wilhelm Schirmer unter Anleitung von Carl Ludwig Fahrbach im Jahr 1857 gemalt wurden.[2]

## Denkmal
Das Haus ist unter Nr. 18 in der Liste der Baudenkmäler in Bergisch Gladbach eingetragen.